# Samostan dominikank Adergas
Nekdanji dominikanski samostan Adergas z župnijsko cerkvijo Marijinega oznanjenja Velesovo leži ob severnem robu naselja Adergas, v manjši kotlini pod gozdnato strmino Štefanje gore na Gorenjskem.
Samostan so ustanovile bogate nune iz plemiških družin, ki so leta 1238 prišle z Dunaja in v okolici pokupile posestva pod Štefanjo goro. Stari samostan so večkrat napadli Osmani (Turki). Porušili so ga leta 1471. Od prvotnega samostana je do danes ostalo nekaj ruševin. Iz stare cerkve je ohranjen romanski Marijin kip, izrezljan iz topolovega lesa. Verjetno je bil darilo oglejskega patriarha. Cerkev in samostan sta bila v 15. stoletju za silo obnovljena.
Sedanjo baročno cerkev, ki je postala znana Božja pot, so začeli graditi leta 1732 po načrtu stavbenika Gregorja Mačka, a je bil do njegove smrti končan le vzhodni del samostana. Leta 1766 so po načrtu italijanskega arhitekta Candida Zullianija iz Ljubljane začeli graditi še cerkev. Preostanek samostana pa ni bil nikoli dokončan. Cerkev je bila posvečena leta 1771.
Jožef II. Habsburško-Lotarinški je leta 1782 samostan razpustil, nakar je bila v njem vojaška bolnica. Leta 1880 so sedež župnije iz Trat prestavili v samostan Adergas, cerkev pa je postala župnijska. Po drugi svetovni vojni je bila samostanska zgradba nacionalizirana, leta 1993 pa vrnjena Cerkvi.
Od samostanskih objektov je ohranjen vzhodni del, kjer so danes stanovanja, prostori za duhovne vaje in razna srečanja in župnišče.

## Cerkev
Cerkev Marijinega oznanjenja hrani pomembne poznobaročne oltarne slike in romanski Marijin kip. Cerkev je eden najlepših baročnih spomenikov na Slovenskem.
Martin Johann Schmidt (ali Kremser Schmidt), iz okolice mesta Krems ob Donavi, je avtor sedmih slik, ki krasijo glavni in stranske oltarje. Schmidt je bil mojster slikanja svetlobe in senc ter nežnih in toplih barv, zato so slike videti megličaste. Med drugo svetovno vojno so Nemci želeli slike odpeljati v centralno Nemčijo. Za namero je zvedel nemški duhovnik, ki je služboval v Kranju. Domačini so po njegovem nasvetu, naj slike rešijo, te ponoči v največji tajnosti zazidali. Po končani vojni so jih spet postavili v oltarje. Cerkev hrani tudi štiri slike slovenskega slikarja Valentina Metzingerja. Kipi celopostavnih svetnikov ob oltarnih slikah so leseni in prebarvani tako, da spominjajo na kamen.
Pročelje cerkve vključuje zvonik in je členjeno s štirimi kolosalnimi pilastri ter je v sredini zaključeno s trikotnim čelom. Cerkev je oblikovno podobna ljubljanski križevniški cerkvi ali ljubljanskemu rotovžu. Notranjost je dvoranska z dvema stranskima kapelama in tlorisno kvadratnim prezbiterijem, ter s pevskim korom. Členjena je s pilastri. 
Zvonik ima obešene tri bronaste Samassove zvonove. Pod cerkvijo so grobnice nekaj sester in dveh duhovnikov.
- Notranjost župnijske cerkve v Adergasu.
- Glavni oltar v cerkvi v Adergasu.
- Vas in samostan z jugozahoda.